# Хотетовское княжество
Хотетовское княжество — феодальное образование, предположительно существовавшее в конце XIV — конце XV веков на территории западной части нынешней Орловской области.

## История
Основателем княжества стал последний карачевский князь Иван Мстиславович по прозвищу Хотет. Он был женат на Ульяне (1375—1448), дочери Ивана Ольгимунтовича Гольшанского, которая после его смерти вышла замуж за великого князя литовского Витовта.
В 1408 году сын Ивана Мстиславовича Михаил Хотетовский перешёл на сторону Великого княжества Московского. «И в лето 6916 (1408) князь Михайло, сын Карачевского князя Хотета, Ивана Мстиславича, выехал из Литвы к Москве, на службу к великому князю Василию Дмитриевичу всея Руссии. И от того князя Михаилы повели своё поколение князья Хотетовские.»
В дальнейшем князья Хотетовские снова служили Литве, и окончательно приняли сторону великого князя Московского в 1490 году.
Род князей Хотетовских угас в 1711 году.

## Князья Хотетовские в XV — нач. XVI вв
1. Михаил Иванович Хотетовский
  1. Иван Михайлович (жил в сер. XV в.)
    1. Михаил Иванович
      1. Иван Михайлович
        1. Иван Иванович
        2. Василий Иванович

      2. Даниил Михайлович
        1. Богдан Даниилович

## Карта
- Карта Виктора Темушева, на которой обозначено Хотетовское княжество http://www.hist-geo.net/media/blogs/blog/Kvadriga/3%20-%20Seversk_zemlya_2pol15-n16v.jpg Архивная копия от 4 октября 2013 на Wayback Machine